# لوز إليسا بورخا مارتينيز
لوز إليسا بورخا مارتينيز هي ملحنة وكاتِبة وشاعرة إكوادورية، ولدت في 15 مايو 1903 في ريوبامبا في الإكوادور، وتوفي بنفس المكان في 10 يوليو 1927.